# ما بعد الليلة البرونزية
ما بعد الليلة البرونزية هي ردود الأفعال وعواقب الليلة البرونزية، والجدل وأعمال الشغب في إستونيا حول نقل النصب التذكاري للجندي البرونزي في تالين عام 2007، وهو النصب التذكاري السوفيتي للحرب العالمية الثانية في تالين.

## ردود الفعل السياسية
إستونيا: دعا الرئيس توماس هندريك إيلفس إلى التزام الهدوء وندد بمثيري الشغب واعتبرهم مجرمين بسبب الأضرار التي تسببوا بها:
«كل هذا لا علاقة له بحرمة القبور أو الاحتفاظ بذكرى الرجال الذين سقطوا في الحرب العالمية الثانية». «القاسم المشترك لمجرمي الليلة الماضية لم يكن جنسيتهم، بل رغبتهم في الشغب والتخريب والنهب». 
إستونيا: قال رئيس الوزراء أندروس أنسيب في خطاب متلفز، باللغتين الإستونية والروسية، إنه أُجبر على إزالة التمثال بعد أعمال الشغب الأولى مساء الخميس. وقال إن التمثال كان تحت حراسة الشرطة وأنه آمن. وسيجري نقله مع الرفات إلى مقبرة عسكرية.
وقال «يجب ألا نسمح لزارعى الكراهية بأن يستطيعوا تقسيم الأمة أو يزرعوا التحيز». «جرى احترام جميع الجنسيات». «ولكن العنف لن يحترم». لن تخلد ذكرى الجنود الضحايا حين «تُعرض صورة سارق مخمور في جميع أنحاء العالم».
إستونيا: أعرب عمدة مدينة تالين إدغار سافيسار عن قلقه من أن إزالة النصب التذكاري ربما تشكل انتهاكًا لحقوق ملكية المدينة وانتهاكًا لدستور إستونيا. ولكن من تاريخ 10 مايو لم تقدم أي مطالبات قانونية معروفة بهذا الشأن من قبل مدينة تالين ضد وزارة الدفاع، أو حكومة جمهورية إستونيا، لا من خلال المحاكم ولا من خلال المستشار العدلي.
روسيا: قال الرئيس الروسي فلاديمير بوتين في يوم النصر إن التقليل من شأن مآثر أبطال الحرب العالمية الثانية والنصب التذكارية التي أقيمت لتخليد ذاكرهم تؤدي إلى الفتنة وانعدام الثقة بين الدول والشعوب. وقال بوتين في عرض عسكري أقيم في الميدان الأحمر بمناسبة الذكرى 62 لانتصار الاتحاد السوفيتي على ألمانيا النازية عام 1945: «أولئك الذين يحاولون التقليل من شأن تلك التجربة التي لا تقدر بثمن ويدنسون النصب التذكارية لأبطال الحرب اليوم يهينون دولهم ويزرعون الخلاف وانعدام ثقة جديد بين الدول والشعوب».
روسيا: وافق مجلس الاتحاد في 27 أبريل على بيان بشأن النصب التذكاري يحث السلطات الروسية على اتخاذ «أشد الإجراءات الممكنة» ضد إستونيا:
تفكيك النصب التذكاري عشية يوم النصر في 9 مايو «مجرد جانب واحد من السياسة، وهي كارثية للإستونيين، ويمارسها المتعصبون الإقليميون للنازية». «هؤلاء المعجبون بالنازية ينسون أن السياسيين يأتون ويذهبون، بينما الشعوب في البلدان المتجاورة جيران إلى الأبد. وتفكيك النصب التذكاري والاستهزاء برفات الجنود الذين سقطوا هو دليل آخر على السياسة الانتقامية تجاه الروس الذين يعيشون في إستونيا وتجاه روسيا».
مجلس أوروبا: في 27 أبريل أعرب رئيس الجمعية البرلمانية لمجلس أوروبا (PACE) رينيه فان دير ليندن عن أسفه لقرار السلطات الإستونية إزالة النصب التذكاري للجندي البرونزي لأن هذا الفعل يوسع الشرخ بين مواطني الدولة من أصل إستوني وروسي. «أفهم أن النصب التذكاري مثير للجدل لأنه يرمز، وإن كان بطرق مختلفة، إلى لحظات مؤلمة من ماضي إستونيا وروسيا. ولهذا السبب على وجه التحديد كان ينبغي ترك الجنود الذين يمثلون ذكرى هذا النصب التذكاري يرقدون بسلام بدلًا من أن يستخدموا كأداة سياسية». وأعرب الرئيس عن خيبة أمله لأن إستونيا لم تستجب لنداءات التفاهم المشترك حول قضية النصب التذكاري للجندي البرونزي التي وجهها في وقت سابق من العام إلى الوفدين الإستوني والروسي إلى الجمعية البرلمانية لمجلس أوروبا.
مجلس أوروبا: في 5 مايو دعا الأمين العام لمجلس أوروبا تيري ديفيس جميع الأطراف المعنية إلى استغلال مناسبة الذكرى 62 للانتصار على النازيين لإنهاء الخلاف حول نقل النصب التذكاري للجنود السوفييت الضحايا في تالين. وأعرب ديفيس عن تفهمه للأسباب التي جعلت السلطات الإستونية تقرر نقل رفات هؤلاء الجنود، ولكن هناك تحفظات أيضًا على الطريقة التي تم بها ذلك. ودعا السياسيين والعامة في إستونيا إلى استخلاص استنتاجات من هذه الأحداث وقبول أنه في مثل هذه الأمور الحساسة والتي يحتمل أن تكون مثيرة للانقسام، قد تأتي المبادرات ذات النوايا الأفضل بنتائج عكسية إذا لم يجري إعدادها ومناقشتها وتنفيذها بحساسية مناسبة. ودعا ديفيس السلطات الروسية إلى أن تكون أكثر احترامًا وأقل عاطفية في الطريقة التي تعبر بها عن آرائها بشأن مثل هذه القضية الحساسة. وفي الختام رحب بقرار إحياء النصب التذكاري في موقعه الجديد بمناسبة احتفالات نهاية الحرب العالمية الثانية. وشدد على أن اختيار التاريخ هذا يضع رمز الجندي البرونزي في سياقه الصحيح، تحرير أوروبا، ويوفر فرصة مثالية لإنهاء هذا النزاع.
روسيا: قال النائب الأول لرئيس الوزراء سيرجي إيفانوف إنه ينبغي اتخاذ تدابير مناسبة ضد إستونيا، في المقام الأول، تدابير اقتصادية:
«على وجه الخصوص، يجب على روسيا الإسراع في بناء موانئ حديثة على الأراضي الروسية على بحر البلطيق في مدن أوست لوغا وبريمورسك وفيسوتسك. وبالتالي سنتعامل مع تدفق الشحنات الخاصة بنا ولن نسمح للبلدان الأخرى، بما في ذلك إستونيا، الاستفادة من عبورها. لقد أمرت وزير النقل بالفعل وأعطيت تعليمات بذلك».
الاتحاد الأوروبي: على الرغم من أن الاتحاد الأوروبي لم يصدر بيانًا رسميًا، فقد أعرب منسق السياسة الخارجية خافيير سولانا عن دعمه لإستونيا وندد بالعنف في أعقاب ليلة من الاضطرابات في تالين:
قال مستشار الرئيس توماس سيلدام: «اتصل سولانا بالرئيس توماس هندريك إيلفس اليوم وقال إن الاتحاد الأوروبي يتفهم إستونيا ويدعمها».
صربيا: أصدرت وزارة خارجية صربيا في 3 مايو بيانًا جاء فيه:
«يستند مستقبل أوروبا أيضًا إلى الالتزام الكامل بالمشاركة وأفضل الصفحات من التاريخ الأوروبي، في حين أن الانتصار على النازية والفاشية قبل أكثر من نصف قرن يصنف بلا شك بين تلك الصفحات التي تستحق الإعجاب الدائم بين الجميع في أوروبا وفي العالم».

وأدان الإجراء الأحادي الجانب الذي اتخذته السلطات الإستونية عشية 9 مايو باعتباره مخالفًا لهذا الالتزام، وقال: «إن أعلى درجات الاحترام لمثل هذه النصب التذكارية في ألمانيا اليوم جديرة بالملاحظة. ونحن في صربيا سنضع الزهور إلى الأبد على قبور جنود الجيش الأحمر الذين سقطوا في معارك تحرير صربيا وبلغراد من المحتلين النازيين. وسنفعل ذلك أيضًا في 9 مايو من هذا العام».
الاتحاد الأوروبي: في 2 مايو طالب الاتحاد الأوروبي روسيا بتنفيذ اتفاقية فيينا للعلاقات الدبلوماسية وتأمين الحماية المناسبة للسفارة الإستونية في موسكو. قالت المتحدثة باسم المفوضية الأوروبية كريستيانا هومان:
نشارك القلق بشأن التوتر المتزايد حول سفارة إستونيا، ونطالب السلطات الروسية بتنفيذ التزاماتها بموجب اتفاقية فيينا للعلاقات الدبلوماسية.